# Alue Teh
Alue Teh is een bestuurslaag in het regentschap Aceh Timur van de provincie Atjeh, Indonesië. Alue Teh telt 2347 inwoners (volkstelling 2010).